# HMS Unicorn (1941)
HMS Unicorn – unikatowy lekki lotniskowiec i okręt warsztatowy dla samolotów budowany dla Royal Navy w początkowym okresie II wojny światowej. Został ukończony w 1943 roku i zapewniał osłonę lotniczą operacji desantowej w Salerno we wrześniu tego roku. Został przeniesiony do brytyjskiej Eastern Fleet na Oceanie Indyjskim pod koniec 1943 roku. Lotniskowiec wspierał operacje lotniskowców do czasu sformowania Brytyjskiej Floty Pacyfiku w listopadzie 1944 roku. Przeszedł do Australii na początku 1945 roku, by wspierać brytyjskie okręty w czasie operacji Iceberg (alianckiej inwazji na Okinawę w maju 1945 roku). By skrócić czas potrzebny na uzupełnianie samolotów na pokładach brytyjskich lotniskowców, okręt bazował na Wyspach Admiralicji i Filipinach do kapitulacji Japonii w sierpniu. „Unicorn” został wycofany ze służby i umieszczony w rezerwie po powrocie do Wielkiej Brytanii w styczniu 1946 roku.
„Unicorn” przywrócony został do służby w 1949 roku, by wspierać lekki lotniskowiec Floty Dalekiego Wschodu (ang. Far East Fleet, nazwa Floty Wschodniej ang. Eastern Fleet po reformie przeprowadzonej po II wojnie światowej). Wyładowywał samoloty i sprzęt w Singapurze w czerwcu 1950 roku, gdy wybuchła wojna koreańska. Spędził większość tego konfliktu przewożąc samoloty, żołnierzy, zapasy i ekwipunek, czym wspierał operacje Wspólnoty Narodów w Korei. Okręt wspierał inne lotniskowce w czasie operacji w Korei. Został także jedynym lotniskowcem użytym do wsparcia artyleryjskiego operacji militarnych na lądzie. Wrócił do Wielkiej Brytanii po wojnie i został ponownie umieszczony w rezerwie. Wystawiony do sprzedaży w 1958 roku, został rok później sprzedany na złom.

## Projekt i budowa
Kryzys abisyński w latach 1934-1935, kiedy brytyjska Flota Śródziemnomorska operowała we wschodniej części Morza Śródziemnego, zademonstrował Admiralicji brytyjskiej potrzebę posiadania okrętu-bazy do wsparcia lotniskowców w działaniach, analogicznie jak istniały okręty-bazy dla niszczycieli i okrętów podwodnych. Taki okręt, oprócz transportu i dostarczania zapasowych samolotów, miał mieć możliwość przeprowadzenia szerszej gamy remontów samolotów, niż było to możliwe na zwykłym lotniskowcu, a także możliwość napraw wodnosamolotów. Admirał Reginald Henderson, III Lord Admiralicji, Controller of the Navy, był główną osobą, która doprowadziła do zaakceptowania okrętu i zapewnienia, że będzie miał on kompletny pokład startowy, który pozwoli na wylądowanie, obsługę i start samolotów. Rozwiązanie to pozwoliło też na prowadzenie w razie konieczności operacji lotniczych. Powstał w tym celu specjalnie zaprojektowany okręt, przypominający lotniskowce floty typu Illustrious, lecz krótszy i o wyższym kadłubie. „Unicorn” był pierwszym okrętem, który mógł przeprowadzić pełny zakres prac dotyczących utrzymania i remontu samolotu oraz zapewniał możliwość operowania samolotów z jego pokładu lotniczego. Doświadczenia z eksploatacji „Unicorna” udowodniły wartość tego pomysłu, w związku z tym dwa znajdujące się w budowie lekkie lotniskowce, HMS „Perseus” i HMS „Pioneer”, zostały przebudowane na okręty warsztatowe dla samolotów.
„Unicorn” miał długość całkowitą 195,1 m, szerokość 27,5 m i zanurzenie 7 m przy wyporności pełnej (deep load). Po ukończeniu miał wyporność standardową 16 510 długich ton, większą niż projektowana 14 750 długich ton. Każdy z dwóch zespołów turbin parowych systemu Parsonsa napędzał jedną śrubę napędową o średnicy 4,6 m. Para napędzająca turbiny pochodziła z sześciu kotłów Admiralicji, pracujących pod ciśnieniem roboczym 400 psi. Turbiny osiągały moc 40 000 hp (SHP) i rozpędzały okręt do 24 węzłów. Jednostka miała 3000 t zapasu paliwa płynnego, co dawało jej zasięg 7000 mil przy prędkości 13,5 węzła.
By umożliwić lądowanie samolotów na okręcie, „Unicorn” został wyposażony w ciągnący się przez całą długość kadłuba pokład lotniczy o długości 180 m z linami hamującymi. Został także wyposażony w hydrauliczną katapultę BHIII zdolną rozpędzić samolot o masie 6400 kg do prędkości 122 km/h. Okręt miał dwa hangary, każdy o wysokości 5,03 m. Dolny hangar służył do składowania samolotów, a górny do prac warsztatowych i obsługi. Samoloty były transportowane pomiędzy hangarami i pokładem lotniczym na dwóch podnośnikach. Przedni podnośnik miał wymiary 10,1 × 13,7 m, tylny 7,3 × 14,0 m. Według projektu lotniskowiec miał zabierać 48 samolotów, głównie w stanie rozmontowanym. W razie użycia jako transportowca lotniczego, mógł pomieścić około 80 samolotów. „Unicorn” mógł przenosić około 36 samolotów gotowych do lotu. Zapas benzyny lotniczej wynosił 166 000 l. W czasie wojny załoga okrętu liczyła 1200 osób. Okręt przenosił także barkę z własnym napędem, która była podwieszona pod wystającym pokładem lotniczym na rufie. Była ona wykorzystywana do przemieszczania samolotów niezdolnych do lotu pomiędzy okrętem a nabrzeżem lub innym lotniskowcem. Barka mogła zostać umieszczona równo na poziomie górnego hangaru, więc samolot mógł zostać przetoczony do niego. Do wyposażenia typowego dla okrętu-bazy należał też rozbudowany blok szpitalny, z salą operacyjną. Wzorem brytyjskich lotniskowców tego okresu, okręt otrzymał opancerzenie pokładu lotniczego o grubości 51 mm oraz opancerzenie komór amunicyjnych grubości 51–76 mm
Okręt uzbrojono w cztery dwudziałowe podstawy z uniwersalnymi działami kal. 102 mm. Podstawy te umożliwiały zmianę kąta podniesienia luf w zakresie od −10° do +80°. Działa Mk XVI mogły wystrzelić około 12 pocisków na minutę. Masa pocisku wynosiła około 16 kg, a jego prędkość wylotowa 810 m/s. Przeciw celom morskim działa miały zasięg 18 150 m, przeciw celom powietrznym maksymalna donośność wynosiła 12 000 m, ale zasięg efektywny był znacznie mniejszy. Okręt był także wyposażony w cztery czterodziałowe podstawy z działami kal. 40 mm Mark VIII („pom-pom”). Działa te mogły opuścić lufy do kąta −10° lub podnieść je do +80°. Działa kal. 40 mm strzelały pociskami o masie 0,41 kg, które osiągały prędkość wylotową 590 m/s. Szybkostrzelność wynosiła około 96-98 pocisków na minutę, a zasięg maksymalny 3500 m. Obronę przeciwlotniczą krótkiego zasięgu stanowiło dwanaście dział Oerlikon 20 mm, ustawionych na dwóch podwójnych i ośmiu pojedynczych podstawach. Oerlikony strzelały pociskiem o masie 0,123 kg z prędkością wylotową 840 m/s. Miały one szybkostrzelność 465–480 pocisków na minutę i maksymalny zasięg 4400 m.
Okręt był wyposażony w dwa systemy kierowania ogniem przeciwlotniczym High Angle Control System (HACS) umieszczone na wysepce, a każda podstawa „pom-pomów” miała swój własny dalocelownik. „Unicorn” był pierwszym okrętem, na którym zamontowano radar wczesnego ostrzegania Typ 281B, a każdy z HACS był wyposażony w radar artyleryjski Typ 285.
Jednostkę zamówiono 14 kwietnia 1939 roku, stępkę położono 29 czerwca w stoczni Harland and Wolff w Belfaście (Irlandia Północna). Jej budowę spowalniano kilka razy, przekazując siły robocze do budowy jednostek o wyższym priorytecie. Okręt został zwodowany 20 listopada 1941 roku. Jednostkę ukończono 12 marca 1943 roku. By przyspieszyć zakończenie budowy Admiralicja zdecydowała w 1942 roku, że okręt nie będzie wyposażony w pełny zestaw wyposażenia do prac remontowych. Odliczając uzbrojenie „Unicorn” kosztował 2 531 000 funtów. Nazwa „Unicorn” była wcześniej używana przez XIX-wieczną fregatę HMS „Unicorn”, który została zwodowana w 1824 roku i była używana jako okręt koszarowy w Dundee (Szkocja). Nazwę fregaty zmieniono na „Unicorn II” w lutym 1939 roku, następnie na HMS „Cressy” 20 listopada 1941 roku. Fregata odzyskała swoją oryginalną nazwę 14 lipca 1959 roku, po złomowaniu lotniskowca.

## II wojna światowa

### Wody europejskie
W czasie pierwszych szkoleń w kwietniu 1943 roku na pokładzie wylądowały eskadry 818  i 824 Fleet Air Arm. 818 eskadra składała się z dziewięciu bombowców torpedowych Fairey Swordfish, a 824 eskadra miała ich sześć. 887. eskadrę z dziewięcioma myśliwcami Supermarine Seafire IIC także zaokrętowano w tym czasie. W drugiej połowie maja „Unicorn” eskortował konwój MKF 15 do Gibraltaru, przewożąc jednocześnie należące do Royal Air Force samoloty Bristol Beaufighter, które wyładował w porcie docelowym. Na początku czerwca eskortował konwój powrotny do Clyde. „Unicorn” razem z lotniskowcem HMS „Illustrious” przeprowadził w pobliżu norweskiego wybrzeża akcję dywersyjną (w ramach operacji Governor), która miała odciągnąć uwagę Niemców od alianckiego lądowania na Sycylii na początku lipca. Dla wymogów tej operacji 887 eskadra została zastąpiona przez 800. eskadrę wyposażoną w myśliwce Hawker Sea Hurricane.
„Unicorn” został przydzielony do Force V – flotylli brytyjskich lotniskowców – dowodzonej przez admirała Philipa Viana. Miała ona zapewniać osłonę lotniczą w czasie operacji Avalanche, czyli alianckiego lądowania w Salerno. W ramach przygotowań do tej misji okręt wyładował wszystkie swoje bombowce Swordfish, poza trzema z 818. eskadry dla samoobrony oraz Sea Hurricane z 800. eskadry. W zamian zaokrętowano myśliwce Seafire z 809. i 897. eskadry. Każda z nich była wyposażona w 10 samolotów, razem na okręcie znajdowały się 33 myśliwce Seafire. „Unicorn” dołączył do lotniskowców eskortowych Force V w sierpniu w Gibraltarze, zanim przeniosły się one na środkową część Morza Śródziemnego w celu przeprowadzenia intensywnego szkolenia przed operacją amfibijną zaplanowaną na 9 września.
Okrętowe samoloty Seafire przeprowadziły 75 samolotolotów w czasie pierwszego dnia operacji i 60 samolotolotów 10 września, ale te samoloty nie były zbyt dobrze przystosowane do lądowania na lotniskowcu przy słabym wietrze i wiele zostało uszkodzonych w czasie lądowania. W kolejnych dniach, 11 i 12 września, przeprowadzono, odpowiednio, 44 i zaledwie 18 samolotolotów, pomimo tego, że mechanikom „Unicorna” udało się naprawić dziesięć myśliwców w czasie poprzedniej nocy. Braki w myśliwcach wzrosły tak bardzo, że myśliwce z lotniskowców „Illustrious” i HMS „Formidable” (którym pierwotnie wyznaczono zadanie zapewniania dalekiej osłony przeciw włoskiej flocie) zostały przesunięte na „Unicorn”, by zapewniać osłonę lotniczą nad miejscem lądowania. Do 12 września sytuacja na lądzie tak się rozwinęła, że 887 eskadra mogła wysłać sześć myśliwców na prowizoryczne lotnisko na brzegu.
Okręt wrócił do Wielkiej Brytanii 20 września z pełnym ładunkiem uszkodzonych samolotów Seafire oraz własnymi samolotami. Samoloty zostały wyładowane w Glasgow w celu remontu. Później okręt w swojej stoczni przeszedł remont i przebudowę, by dostosować go do roli okrętu warsztatowego samolotów.

### Daleki Wschód

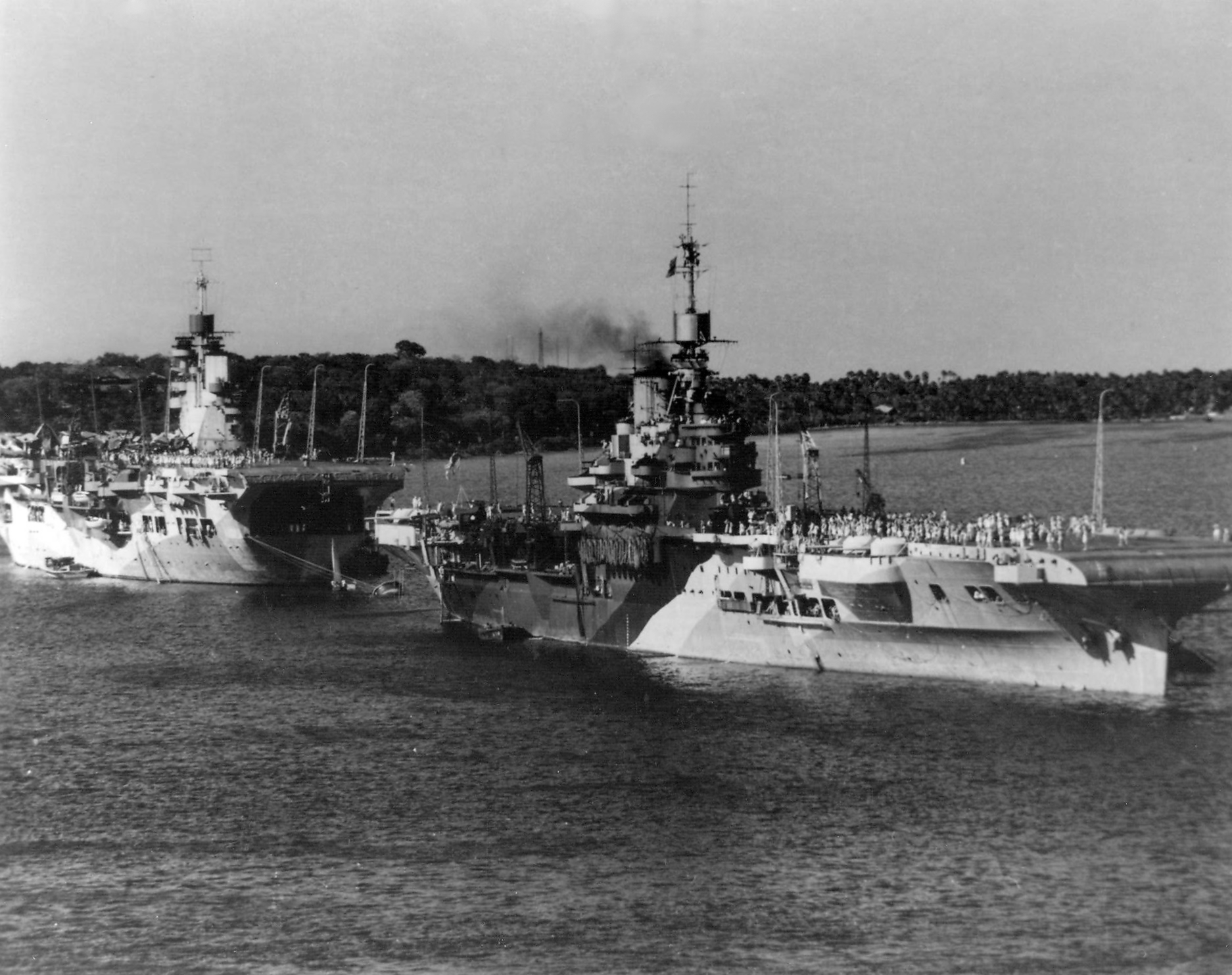
„Unicorn” i HMS „Illustrious” na Cejlonie w 1944 roku

Pod koniec grudnia 1943 roku „Unicorn” dołączył do „Illustriousa”, krążownika liniowego HMS „Renown” i pancerników HMS „Queen Elizabeth” i HMS „Valiant” – wzmocnień przeznaczonych dla Floty Dalekiego Wschodu. Tym razem na pokładzie znajdowały się tylko cztery bombowce Swordfish z 818. eskadry. Okręt dostarczył ładunek samolotów do bazy Royal Navy Air Station Cochin w Indiach 27 stycznia 1944 roku, zanim dotarł do Trincomalee na Cejlonie 2 lutego. W dodatku do swoich obowiązków remontowych okręt był używany jako okręt szkoleniowy dla pilotów ćwiczących lądowania na lotniskowcu. Okręt przeszedł krótki przegląd w Bombaju w maju. 23 sierpnia 818 eskadra została przeniesiona na lotniskowiec eskortowy HMS „Atheling” i później rozwiązana. 7 listopada 817 eskadra przyleciała na pokład, by zapewniać osłonę przeciwpodwodną swoimi samolotami Fairey Barracuda. „Unicorn” przeszedł do Durbanu. Tam zamontowano dodatkowe miejsca warsztatowe i narzędzia potrzebne do obsługi amerykańskich silników, które używały innych gwintów i połączeń elektrycznych.
W tym samym miesiącu „Unicorn” został przekazany do nowo sformowanej brytyjskiej Floty Pacyfiku. Opuścił Durban 1 stycznia 1945 roku i dotarł do Colombo, gdzie prowadził szkolenia w lądowaniu na lotniskowcu dla pilotów nowych we Flocie. Okręt załadował 82 samoloty i 120 silników w tym samym miesiącu w celu przetransportowania do Australii. Opróżnił w ten sposób magazyny Eastern Fleet i wypłynął 29 stycznia do Sydney. „Unicorn” dotarł do celu 12 lutego i wyładował zmagazynowane samoloty. Następnie popłynął na wyspę Manus w archipelagu Wysp Admiralicji. Miał wspierać siły Floty Pacyfiku w szkoleniu przed pierwszymi etapami operacji Iceberg. Okręt dotarł do San Pedro Bay na Filipinach 27 marca, która miała służyć jako miejsce uzupełniania zapasów w czasie nadchodzącej operacji.
Brytyjska Flota Pacyfiku miała za zadanie atak na japońskie lotniska na wyspie Sakishima i na Formozie przed i w czasie pierwszych faz inwazji na Okinawę. „Unicorn” w tym czasie był głównie zaangażowany w przygotowanie samolotów dla eskadr operacyjnych bazujących na lotniskowcach floty, ale poza tym miał za zadanie je naprawiać. Pomiędzy marcem a majem 1945 roku naprawił, zmodyfikował lub obsłużył 105 samolotów. Okręt popłynął do Australii 22 maja i dotarł do Sydney 1 czerwca. W rejs do Brisbane wypłynął 6 czerwca, by oczyszczono mu dno i by załadował więcej zapasowych samolotów. Do Manus dotarł 22 lipca w ramach przygotowań do inwazji na Japonię. Nadal tam się znajdował w momencie kapitulacji Japonii 15 sierpnia. Po kapitulacji okręt rozpoczął przewożenie samolotów, ekwipunku i ludzi z powrotem do Australii. Zadanie to zakończył 6 listopada, gdy dotarł do Sydney. „Unicorn” wyruszył w rejs do domu w grudniu 1945 roku i dotarł do Plymouth w styczniu 1946 roku. Został wycofany ze służby i umieszczony w rezerwie.

## Okres powojenny

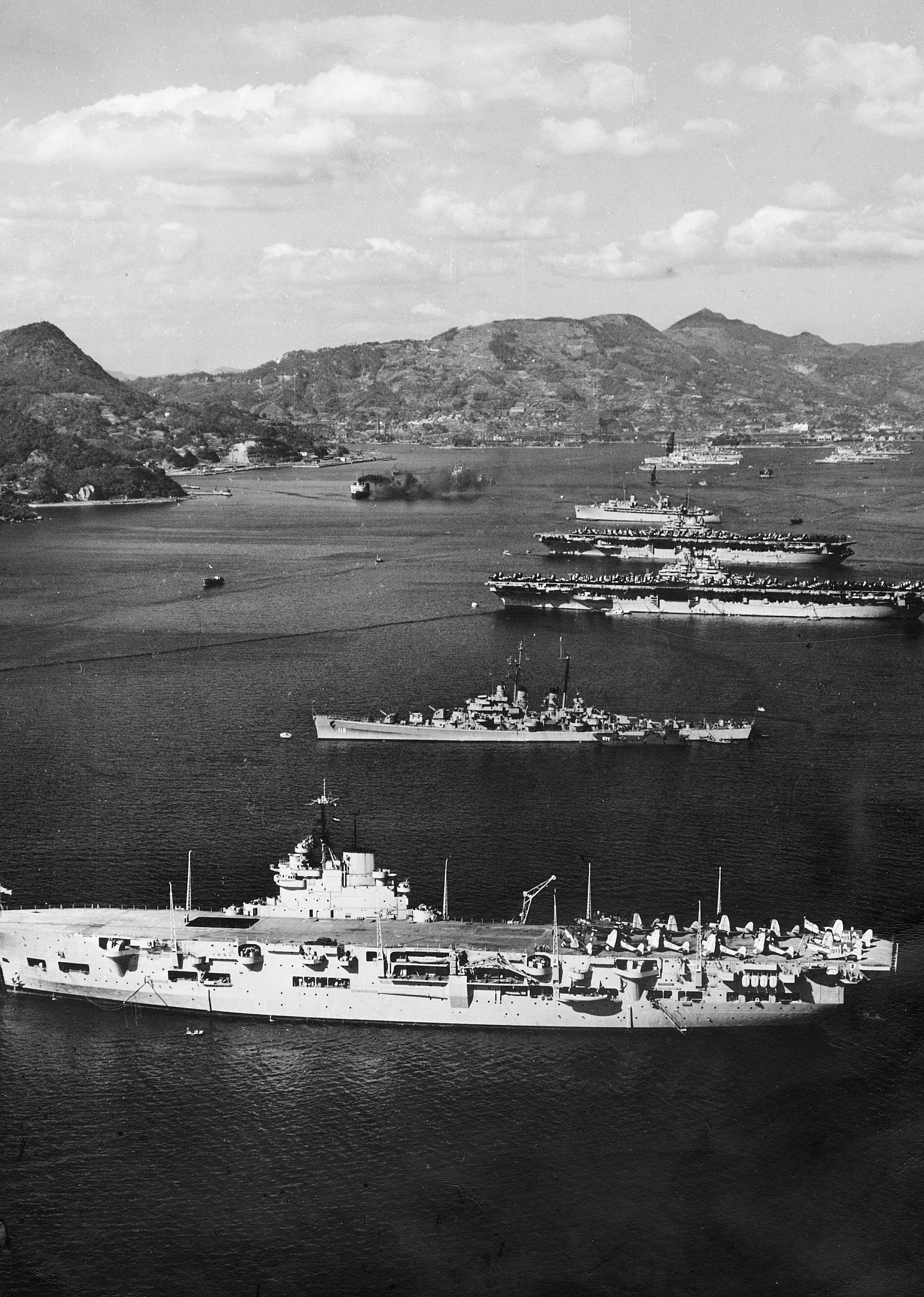
HMS „Unicorn” z amerykańskimi jednostkami w Sasebo w 1950 roku

W 1949 roku „Unicorn” został przywrócony do służby, by wspierać lotniskowiec HMS „Triumph” na Dalekim Wschodzie. Okręt wypłynął z HMNB Devonport 22 września z ładunkiem samolotów Seafire i Fairey Firefly. Gdy wybuchła wojna koreańska w czerwcu 1950 roku, okręt wyładowywał samoloty, sprzęt i personel remontowy w bazie RAF Sembawang w Singapurze. Odbywało się to w ramach przygotowań do ponownego przesunięcia do rezerwy. Admiralicja przewidziała dla niego zadania lotniskowca przewożącego samoloty zapasowe i zapasy dla Royal Navy i floty jednostek innych państw biorących udział w konflikcie na wodach koreańskich. „Unicorn” opuścił Singapur 11 lipca i dotarł do Sasebo w Japonii 20 lipca. Przekazał tam siedem myśliwców Seafire i pięć Firefly na lotniskowiec „Triumph”. W sierpniu okręt przewiózł 1. batalion Pułku Middlesex i sztab 27. Brygady Piechoty z Hongkongu do Pusan. Dotarł tam 29 sierpnia. Dostarczył zapasy do Sasebo, zanim wrócił do Singapuru na remont.
„Unicorn” wrócił do swoich zadań w grudniu, przewożąc około 400 żołnierzy i zwykły zapas samolotów oraz wyposażenia. Był używany w czasie podróży do szkolenia w lądowaniu na lotniskowcu. W marcu okręt przewiózł myśliwce odrzutowe Gloster Meteor z No. 77 Squadron RAAF do amerykańskiej bazy marines Iwakuni w Japonii. Okręt został tam przez następne trzy miesiące pełniąc rolę okrętu koszarowego. Później wznowił swoje rejsy jako okręt transportujący samoloty. Podczas przejścia cieśniny Kanmon 2 października zniszczył kable rozwieszone pomiędzy Honshu i Kyushu, ponieważ te zwisały wyjątkowo nisko ze względu na ciężkie opady śniegu. 21 listopada „Unicorn” i lotniskowiec HMS „Warrior” wymieniły załogi w Singapurze i na okręcie wkrótce potem rozpoczęto prace remontowe. Remont zakończono 20 stycznia 1952 roku i okręt wrócił do swoich zwykłych obowiązków. W kwietniu okręt został „adoptowany” przez pułk Middlesex (prawdopodobnie jako jeden z jedynie trzech jednostek tak uhonorowanych przez pułk armii). W czasie operowania wraz z HMS „Ocean” w lipcu okręt działał jako zapasowy pokład lotniczy pozwalając w ten sposób na lądowanie uszkodzonych samolotów bez przerwania prowadzenia operacji bojowych. Wrócił do Singapuru 27 lipca, by załadować więcej zapasowych samolotów, w tym Meteory. Wypłynął 9 sierpnia w kierunku Japonii. We wrześniu „Unicorn” przejął cztery myśliwce Hawker Sea Fury z „Oceana”, by prowadziły patrole lotnicze (Combat Air Patrol) nad flotą, podczas gdy ten ostatni skoncentrował się na atakach. Lotniskowiec został zadokowany w październiku. Zabrał także na pokład Pierwszego Lorda Morskiego, admirała McGrigora i dowódcę Far East Station w podróż w miejsca bazowania sił Narodów Zjednoczonych w Japonii. Podczas walk, jakie toczyły się na Chopekki Point, udzielił wojskom sprzymierzonych wsparcia artyleryjskiego przeciwko żołnierzom północnokoreańskim - był jedynym lotniskowcem, który przeprowadził wsparcie artyleryjskie w czasie wojny.
Okręt wrócił do Singapuru na kolejny remont 15 grudnia i pozostawał w tym porcie do 17 lipca 1953 roku. 26 lipca, w drodze do Japonii okręt otrzymał wezwanie o pomoc z pokładu SS „Inchkilda”, który zgłaszał, że jest atakowany przez piratów. Lotniskowiec zbliżył się do pozycji frachtowca z dużą szybkością i piraci porzucili swoją zdobycz, gdy brytyjska jednostka okrążyła okręt handlowy celując do nich z odległości mniejszej niż 2700 m. Rozejm zawieszający wojnę koreańską wszedł w życie kolejnego dnia, ale okręt towarzyszył „Oceanowi” w dwóch patrolach 30 lipca i w dniach 25-29 sierpnia. Miały one na celu monitorowanie wypełniania przez siły północnokoreańskie zapisów rozejmu. „Unicorn” wypłynął do domu 15 października i dotarł do Devonport 17 listopada. Tam też został przesunięty do rezerwy.

## Koniec służby
W 1951 roku rozważano modernizację „Unicorna”, by z jego pokładu mogły operować nowoczesne, cięższe samoloty odrzutowe. Wymagałoby to montażu katapulty parowej, wzmocnienia pokładu lotniczego, przemieszczenia i powiększenia przedniego podnośnika, by zrobić miejsce dla nowej katapulty i większych samolotów. Potrzebny byłby także nowy żuraw do obsługi cięższych samolotów. Director of Naval Construction zaproponował połączenie obu hangarów w jeden, by wyeliminować problem z wysokością, ale taką propozycje odrzucono ze względu na wysokie koszty. Prace rekonstrukcyjne miały się rozpocząć w lipcu 1954 roku, ale cały plan został anulowany w listopadzie 1952 roku, ponieważ ważniejsze okazało się zapewnienie istniejącym lotniskowcom ukośnego pokładu lotniczego.
Okręt został przesunięty do rezerwy w marcu 1957 roku i umieszczony na liście do sprzedaży w roku 1958. „Unicorn” został sprzedany na złom w czerwcu 1959 roku i dotarł do Dalmuir, gdzie rozpoczęto proces złomowania. Okręt został rozebrany w Troon w 1960 roku.